# Александру Молдован
Александру Молдован (рум. Alexandru Moldovan, нар. 23 серпня 1950, Окна-Муреш) — румунський футболіст, що грав на позиції півзахисника. По завершенні ігрової кар'єри — тренер, відомий роботою із низкою румунських, північноафраканських та азійських команд.

## Ігрова кар'єра
Народився 23 серпня 1950 року в місті Окна-Муреш. Вихованець юнацьких команд місцевого клубу «Сода» та бухарестського «Динамо».
У дорослому футболі дебютував 1970 року виступами за головну команду «Динамо», в якій провів вісім сезонів. За цей час чотири рази виборював титул чемпіона Румунії.
Згодом сезон 1979/80 відіграв за «Прогресул», а в першій половині 1980-х захищав кольори «Вікторії» (Бухарест), «Металурдистула» (Куджир) та «Унірі» (Алба-Юлія).

## Кар'єра тренера
Розпочав тренерську кар'єру невдовзі по завершенні кар'єри гравця, 1986 року, очоливши тренерський штаб клубу «Флакера» (Морень). Згодом працював із низкою інших місцевих команд доки 1992 року не став головним тренером рідного «Динамо» (Бухарест), з яким пропрацював протягом одного сезону.
1993 року отримав своє перше запрошення з-за кордону і очолив кувейтську «Аль-Кадісію».
Згодом протягом 1993–1995 років працював із декількома туніськоми командами. Привів «Олімпік» (Бежа) до перемоги у національній першості країни.
1995 року перебрався до Марокко, де тренував МАС (Фес) та столичні «Відад» і «Раджу». На чолі останньої команди 1997 року ставав чемпіоном Марокко. Згодом наприкінці 1990-х знову працював на клубному рівні у Кувейті, а також був нетривалий час головним тренером національної збірної Бахрейну.
Протягом 2000 року встиг попрацювати у Китаї з командою «Юньнань Хунта», а також на батьківщині «Динамо» (Онешті), після чого до 2008 року продовжував тренувати клубні команди регіону Близького Сходу та Північної Африки.

## Титули і досягнення

### Як гравця
- Чемпіон Румунії (4):

«Динамо» (Бухарест): 1970-1971, 1972-1973, 1974-1975, 1976-1977

### Як тренера
- Чемпіон Тунісу (1):

«Олімпік» (Бежа): 1995
- Чемпіон Марокко (1):

«Раджа» (Касабланка): 1996-1997
- Володар Кубка Марокко (1):

«Раджа» (Касабланка): 2005